# Departamento de Ojo de Agua
Departamento de Ojo de Agua är en kommun i Argentina.   Den ligger i provinsen Santiago del Estero, i den centrala delen av landet, 800 km nordväst om huvudstaden Buenos Aires.
Omgivningarna runt Departamento de Ojo de Agua är i huvudsak ett öppet busklandskap. Runt Departamento de Ojo de Agua är det mycket glesbefolkat, med 3 invånare per kvadratkilometer.